# 1090
سنة 1090 كانت سنة بسيطة تبدأ يوم الثلاثاء (الرابط يظهر نموذج التقويم الكامل للسنة) من التقويم اليولياني.

## مواليد
- برنارد من كليرفو.
- ريفيرتر الأول، نبيل كتلاني، خدم في جيش المرابطين.
- سيجورد الأول.

## وفيات
- سيجورد الأول.
- سيكيلغايتا.
- غارسيا الثاني ملك جليقية.